# Chlore 36
table
Le chlore 36, noté 36Cl, est l'isotope du chlore dont le nombre de masse est égal à 36 : son noyau atomique compte 17 protons et 19 neutrons avec un spin 2+ pour une masse atomique de 35,968 306 8 g/mol. Il est caractérisé par un excès de masse de −29 522,0 keV et une énergie de liaison nucléaire par nucléon de 8 521,93 keV. C'est un radioisotope cosmogénique ayant une demi-vie de 301 000 années existant à l'état de traces dans l'environnement, dans un ratio d'environ 7 × 10−13 pour 1 avec les isotopes stables,. 36Cl se désintègre principalement par désintégration β− en 36Ar (98,1 %), mais aussi par désintégration ε en 36S (1,9 %).

## Production naturelle
36Cl est produit dans l'atmosphère par spallation de 36Ar par interaction avec les protons des rayons cosmiques. Dans les premiers mètres de la lithosphère, 36Cl est principalement produit par capture neutronique de 35Cl et spallation de 39K et 40Ca. En sous-sol plus profond, la capture muonique par 40Ca devient plus importante. Les taux de production sont d'environ 4 200 atomes de 36Cl/an/mole de 39K et 3 000 atomes de 36Cl/an/mole de 40Ca, par spallation dans la roche, au niveau de la mer.
La demi-vie de cet isotope hydrophile non-réactif le rend utile pour la radiodatation par le 36Cl pour une gamme allant de 60 000 à 1 000 000 années.

## Production anthropogénique
De plus, de grandes quantités de 36Cl ont été produites par irradiation de l'eau de mer durant les tirs sous-marins des armes nucléaires, depuis le tir Baker de l'opération Crossroads en juillet 1946 et surtout entre 1952 et 1958. Le temps de séjour de 36Cl dans l'atmosphère est d'environ une semaine. Ainsi, comme marqueur évènementiel des années 1950 dans les sols et les eaux souterraines, le 36Cl est également utile pour dater les eaux de moins de 50 ans. Le 36Cl a été utilisé dans d'autres secteurs des sciences géologiques, comme la datation de la glace et des sédiments.

## Fluctuations dans le taux de désintégration
De récents articles (2010) ont identifié des fluctuations dans les taux de détection du 36Cl et d'autres isotopes. Au moment de l'écriture, il n'a pas été déterminé si celle-ci représentent des anomalies véritables, ou si elles résultent de causes plus communes.
Le 14 août 2012, Ephraim Fischbach, professeur de physique à l'université Purdue a émis l'hypothèse que ces fluctuations sont liées à des fluctuations de l'activité solaire. Si le lien de cause à effet pouvait être prouvé, ces fluctuations permettraient de prédire l'imminence des éruptions solaires des heures voire des jours à l'avance.
D'autres résultats plus récents ont confirmé cette piste solaire, mais pas l'aspect prédictif. Ainsi, le Chlore 36 est l'un des marqueurs des événements de Miyake, avec le Carbone 14 et le Béryllium 10. Il est associé par exemple à l'événement de 5410 AEC, d'après un carottage de la calotte glaciaire effectué au Dôme Fuji (dôme F) en Antarctique.